# La Grande Danse Macabre
La Grande Danse Macabre je studiové album švédské black metalové kapely Marduk. Bylo vydáno v roce 2001.

## Seznam skladeb
1. "Ars Moriendi" – 1:50
2. "Azrael" – 3:06
3. "Pompa Funebris 1660" – 2:35
4. "Obedience unto Death" – 3:16
5. "Bonds of Unholy Matrimony" – 7:03
6. "La Grande Danse Macabre" – 8:11
7. "Death Sex Ejaculation" – 5:10
8. "Funeral Bitch" – 4:57
9. "Summer End" – 4:40
10. "Jesus Christ… Sodomized" – 4:32

## Složení
- Morgan Steinmeyer Håkansson – kytara
- Erik Hagstedt (Legion) – zpěv
- B. War – baskytara
- Fredrik Andersson – bicí